# Ban Pong
Ban Pong (Thai: บ้านโป่ง), est une ville de la Province de Ratchaburi en Thaïlande, à environ 77 km à l'ouest de Bangkok.
La population de la ville est estimée à 17 298 habitants en 2017, et le district à 69 505 habitants en 2010.